# René Cassin
René Samuel Cassin (Baiona, Pirineus Atlàntics, França 1887 – París 1976) fou un jurista i jutge del País Basc del Nord, redactor principal de la Declaració Universal dels Drets Humans, i guardonat el 1968 amb el Premi Nobel de la Pau. També va ser fundador de l'Institut Francès de Ciències administratives el 1947 i de la UNESCO. Va ser president del Tribunal Europeu de Drets Humans i va rebre la Gran Creu de la Legió d'Honor de França.

## Joventut i estudis

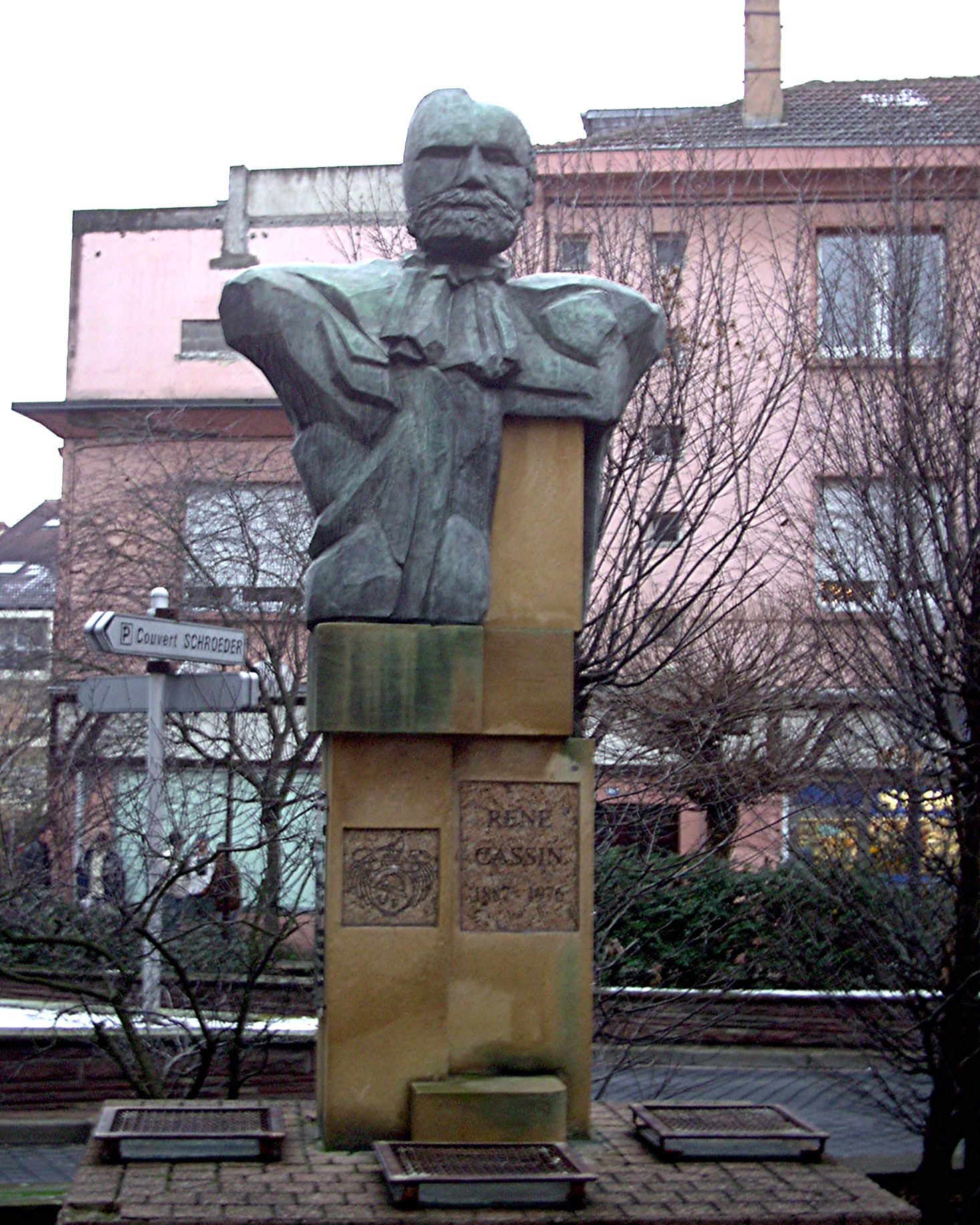
Memorial en record de Cassin a Forbach, França

Va néixer el 5 d'octubre de 1887 a la ciutat de Baiona en una família d'orígens jueus. Estudià Dret i es llicencià el 1919, esdevenint posteriorment professor a Ais de Provença, Lilla i París. Durant la Primera Guerra Mundial Cassin fou ferit per la qual cosa posteriorment promogué la fundació de l'Union fédérale des anciens combattants et victimes de guerre (Unió Federal d'antics combatens i víctimes de guerra).

## Membre de la Societat de Nacions
Delegat pel seu país a la Societat de Nacions entre 1924 i 1938 refusà continuar a Ginebra després d'expressar públicament el seu rebuig als Acords de Múnic, que posaven fi al Conflicte dels Sudets.
A partir de 1940, juntament amb el general Charles de Gaulle, fou un dels portaveus de la França Lliure, durant l'exili a Londres provocat per l'ocupació nazi del territori francès.

## Activisme social
Posteriorment fou nomenat delegat a les Nacions Unides pel seu país i com a humanista va defensar apassionadament els drets de l'home, sent un dels principals inspiradors i redactors de la Declaració Universal dels Drets Humans. Així mateix participà activament en la Comissió dels Drets Humans de les Nacions Unides i en el Tribunal Permanent d'Arbitratge de la Haia. Des de la seva posició privilegiada aconseguí que la seu central de la UNESCO s'instal·lés a la ciutat de París.
El 1959 fou designat membre del Tribunal Europeu dels Drets Humans, amb seu a Estrasburg, que presidirà entre els anys 1965 i 1968.
El 1968 fou guardonat amb el Premi Nobel de la Pau pels seus treballs com a redactor de la Declaració Universal dels Drets Humans. El mateix any va rebre el Premi de Drets Humans de les Nacions Unides a les persones amb aportacions significatives "a la promoció i protecció dels drets humans i les llibertats fonamentals. Durant el congrés de la World Jurist Association, li fou concedit el premi World Peace and Liberty a títol pòstum.
Cassin morí a la ciutat de París el 20 de febrer de 1976, sent transferides les seves cendres al Panteó de París.